# Evan Dunsky
Evan Dunsky (Chicago, 1957) è uno sceneggiatore e produttore televisivo statunitense.
Nel 2008 ha creato con Linda Wallem e Liz Brixius la serie televisiva di Showtime Nurse Jackie - Terapia d'urto, con protagonista Edie Falco, per la quale è stato insignito dell'Humanitas Prize nel 2010.

## Filmografia

### Sceneggiatore

#### Cinema
- Allarme mortale (The Alarmist) (1997)

#### Televisione
- CSI - Scena del crimine (CSI: Crime Scene Investigation) – serie TV, 13 episodi (2006-2011)
- Due uomini e mezzo (Two and a Half Men) – serie TV, episodio 5x17 (2008)
- Nurse Jackie - Terapia d'urto (Nurse Jackie) – serie TV, episodio 1x01 (2009)
- Rectify – serie TV, episodio 1x03 (2013)
- Banshee - La città del male (Banshee) – serie TV, episodi 2x03-2x04 (2014)
- Hemlock Grove – serie TV, 4 episodi (2014-2015)

### Produttore esecutivo
- CSI - Scena del crimine (CSI: Crime Scene Investigation) – serie TV, 44 episodi (2007-2011)
- Nurse Jackie - Terapia d'urto (Nurse Jackie) – serie TV, 24 episodi (2009-2010)
- Rectify – serie TV, 6 episodi (2013)
- Hemlock Grove – serie TV, 20 episodi (2014-2015)

### Regista
- Allarme mortale (The Alarmist) (1997)

### Attore
- Poison, regia di Todd Haynes (1991)

## Riconoscimenti
- British Academy Television Awards
  - 2010 – Candidatura al miglior programma internazionale per Nurse Jackie - Terapia d'urto
- Humanitas Prize
  - 2010 – Miglior serie di 30 minuti per Nurse Jackie - Terapia d'urto
- Writers Guild of America Award
  - 2010 – Candidatura alla miglior nuova serie per Nurse Jackie - Terapia d'urto